# Diego López de Ayala
Diego López de Ayala y Ceballos (¿? - Toledo, ¿?). 
Noble castellano de la segunda mitad del siglo XIV perteneciente a la Casa de Ayala, afincado en las tierras de Toledo. Fue hijo de Fernán Pérez de Ayala, 13º Señor de Ayala, Adelantado mayor de Murcia y su legítima mujer, Elvira Álvarez de Ceballos. Tuvo por hermano a Pedro López de Ayala, Canciller mayor de Castilla y Teresa Diaz de Ayala entre otros.
Los datos que tenemos sobre este caballero son escasos, y aunque algunos autores lo definen como dueño del Señorío de Cebolla (Toledo), se tiene constancia que fue su hija, Elvira de Ayala, quien en compañía de su esposo Fernán Álvarez de Toledo y Loaysa, 2º Señor de Oropesa, adquirió dicho señorío de Cebolla y el Castillo de Villalba por compra en 1396 a Juan Sánchez de Meneses, alcaide del Alcázar de Talavera de la Reina.

## Matrimonio y descendencia
Diego López de Ayala contrajo matrimonio con Teresa de Guzmán, hija del Camarero mayor del rey Pedro I de Castilla, Pedro Suárez de Toledo y de su esposa, María Ramírez de Guzmán, de la Casa de Toral. De esta unieron nacieron los siguientes hijos:
- Elvira de Ayala (¿? - Talavera de la Reina, 1412). Fundadora del Señorío de Cebolla, contrajo matrimonio con Fernán Álvarez de Toledo y Loaysa alrededor del año 1385. Sus descendientes se afincaron en la villa y tierra de Talavera de la Reina y ostentaron títulos como el Condado de Oropesa, el Condado de Deleytosa o el Marquesado de Orellana la Vieja.
- Teresa de Ayala (¿? - Sevilla, ca. 1411). Desposada alrededor del año 1395 con Ruy López de Ribera (¿? - 1407), Señor de la Torre. Tenemos constancia de que de este matrimonio nacieron cinco hijas y un varón, llamados María, Teresa, Leonor, Inés, Aldonza de Ayala y Pedro López de Ribera, de los cuales solo figuran en el testamento de su madre (otorgado en Sevilla el 10 de junio de 1411) Pedro y Aldonza.[3]